# Фігура Землі

Обертання Землі

Фігура Землі — розмір і форма, які використовуються для моделювання планети Земля в геодезії, географії, астрономії та інших науках. Залежно від необхідної точності використовують різні моделі форми Землі.
Сферична Земля є добре відомим першим наближенням, яке також відіграло величезну історичну роль в розвитку уявлень людини про Всесвіт. Точнішою моделлю є сплюснутий від полюсів обертання еліпсоїд. Ще точніша модель фігури Землі називається геоїд. Або квазігеоїд.

## Історія питання

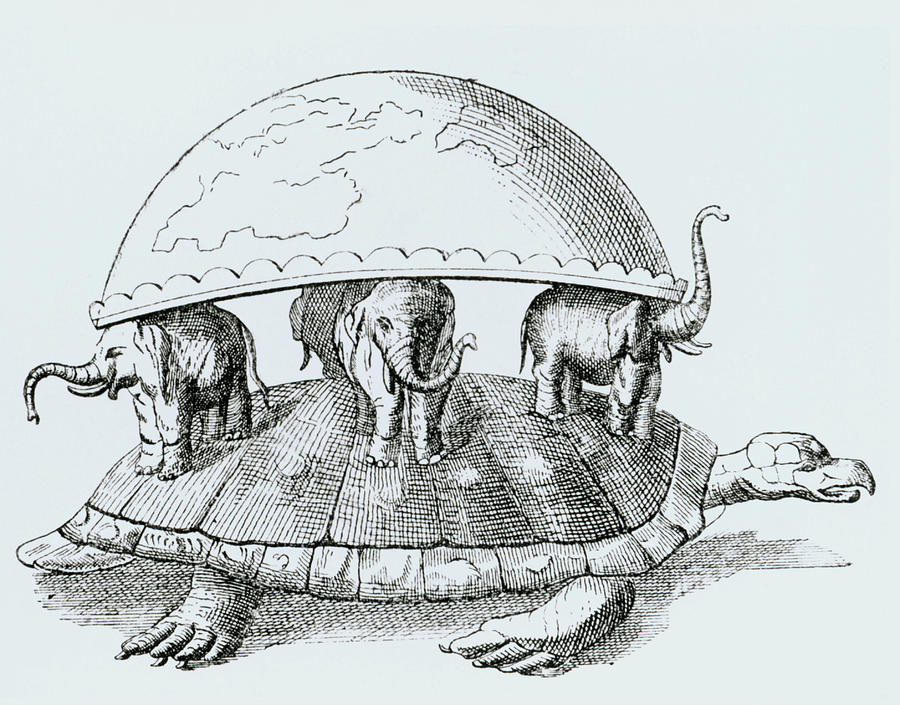
Форма Землі згідно з віруваннями індуїзму

Ще первісні люди почали замальовувати, а з появою писемності і записувати знання про навколишній світ, навчились схематично зображувати місцевість. Поступово нагромаджувались знання про форму земної поверхні. За браком інформації про загальну форму Землі включалася фантазія. У різні часи і в різних народів уявлення про планету були досить різноманітними. Стародавні індійці вважали, що Земля — це півкуля, яку тримають три слони, що стоять на велетенській черепасі. Різні жителі узбережжя океанів уявляли Землю у вигляді диска, розміщеного на спинах трьох китів, які плавають безмежним океаном. Давні китайці уявляли Землю у вигляді велетенського коржа. Давні єгиптяни були переконані, що сонце на кораблі мандрує небосхилом, який підтримує богиня неба. Вавилоняни зображували Землю у вигляді височенної гори, оточеної морем. Давні юдеї не мали сталої думки про форму Землі. У священних текстах юдеїв Земля зазвичай пласка, і має форму або круга, обмеженого краями (Ісая 40:22, 40:28, 41:9), або чотирикутника (Ісая 11:12, Єзекіїл 7:2). Подібні уявлення успадкували і перші християни (Матвія 4:8, Об'явлення 7:1).
Ще в VI столітті до нашої ери Піфагор Самоський вважав, що Земля має форму кулі. Він обґрунтував свою думку через закон всесвітньої гармонії: в природі повинно бути гармонійним і досконалим; найдосконалішим із геометричних тіл є куля; Земля також повинна бути досконалою, отже вона — куляста. Через 200 років Аристотель довів це, посилаючись на те, що під час місячних затемнень тінь Землі на Місяці завжди кругла, на будь-якій широті. Ще через 100 років Ератосфен Кіренський зумів виміряти довжину земного меридіана (250 000 стадій) і обчислити радіус Землі (40 000 стадій). Оскільки невідомо, якими стадіями користувався Ератосфен, неможливо точно встановити це значення в сучасних одиницях довжини. Також він ввів поняття «паралелі» та «меридіани», довільно наніс їх на укладену ним же карту заселених земель — «ойкумену». Цією картою користувались 400 років — до кінця І століття.
Те, що форма Землі повинна відрізнятися від кулі, вперше показав Ньютон. Він запропонував наступний уявний експеримент. Потрібно прокопати дві шахти: від полюса до центру Землі і від екватора до центру Землі. Ці шахти заливаються водою. Якщо Земля має форму кулі, то глибина шахт однакова. Але на воду в екваторіальній шахті діє відцентрова сила, в той час як на воду в полярній шахті — ні. Тому для врівноваження рівня води у сполучених резервуарах обох шахт необхідно, щоб екваторіальна шахта була довшою.
Подальший розвиток теорії фігури Землі розвивався завдяки роботам Гюйгенса, Кассіні, Клеро, Маклорена, д'Аламбера, Лагранжа, Лапласа, Лежандра, Якобі, Діріхле, Пуанкаре.

## Моделі

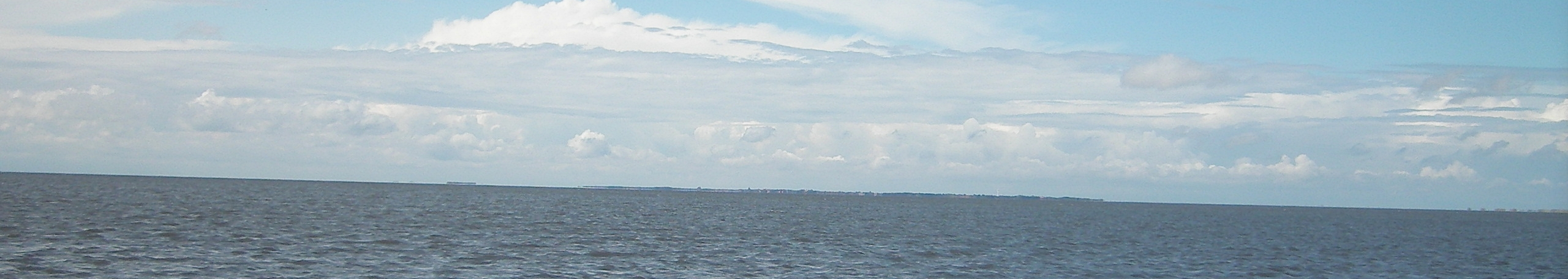
Викривлення земної поверхні можна спостерігати на поверхні моря поряд з узбережжям

Насправді Земля не є ідеальною сферою. Через добове обертання вона сплюснута з полюсів, висоти материків різні, припливні деформації також спотворюють форму поверхні. У геодезії і космонавтиці зазвичай для опису фігури Землі вибирають еліпсоїд обертання або геоїд. З геоїдом пов'язана система астрономічних координат, з еліпсоїдом обертання — система геодезичних координат.

### Сфера
Найгрубішою формою опису фігури Землі при першому наближенні — є сфера, з середнім радіусом 6371,3 км. Таке представлення нашої планети добре підходить для задач, точність обчислень у яких не перевищує 0,5 %. Для більшості проблем загального землезнавства цього наближення видається достатнім, щоб використовувати в описі чи дослідженні деяких географічних процесів. У такому разі відкидають сплющеність планети при полюсах як несуттєве зауваження. Земля має одну вісь обертання та екваторіальну площину — площину симетрії та площини симетрії меридіанів, що характерно відрізняє її від безкінечності множин симетрії ідеальної сфери. Горизонтальна структура географічної оболонки характеризується визначеною поясністю та певною симетрією щодо екватора.

### Еліпсоїд
При більшому наближенні фігуру Землі прирівнюють до еліпсоїда обертання. Ця модель, що характеризується вираженою віссю, екваторіальною площиною симетрії та меридіональними площинами, використовується в геодезії для обчислення координат, будування картографічних мереж, розрахунків тощо. Різниця півосей такого еліпсоїда становить 21 км, велика вісь — 6378,160 км, мала — 6356,777 км, полярне стиснення — 1/298,25. Положення поверхні легко може бути теоретично розраховано, але його неможливо визначити експериментально в натурі.
На практиці використовується кілька різних середніх земних еліпсоїдів і пов'язаних з ними систем земних координат.

### Геоїд

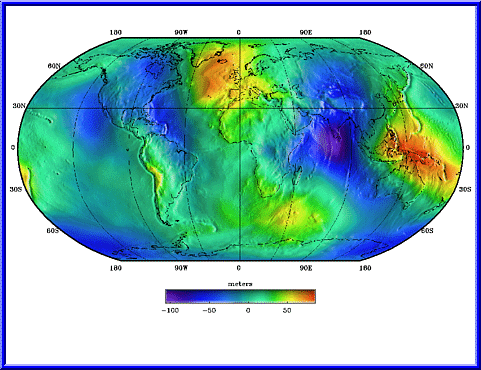
Відхилення геоїду (EGM96) від ідеалізованої форми Землі (еліпсоїд WGS-84). Пониження поверхні вод на півночі Індійського океану на 100 м, підняття на заході Тихого на 80 м.

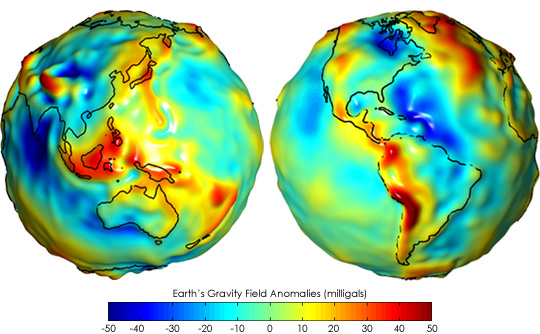
Відхилення геоїду від ідеалізованої форми Землі (еліпсоїд WGS-84). Проєкція гравітаційних аномалій на півкулі.

Геоїд — це еквіпотенціальна поверхня, що збігається з середнім рівнем Світового океану. Таку форму набула б поверхня океанів під дією земної гравітації і відцентрової сили земного обертання, якби океани були позбавлені течій і хвиль, а також мали б можливість проникати всередену континентів (наприклад, через уявні невеликі тунелі). Геоїд має неправильну форму, відхиляючись від еліпсоїда на десятки метрів. 
Дотична площина до геоїда в кожній точці перпендикулярна до виска. Це дозволяє практично визначати форму геоїдів за допомогою геодезичних приладів - виска, рівня, нівеліра та інших. Кут між перпендикуляром до геоїда («вертикаллю») і перпендикуляром до еліпсоїда («еліпсоїдальною нормаллю») називається відхиленням вертикалі. Він має два компоненти: у напрямках схід-захід і північ-південь.
Для кращої апроксимації поверхні вводять поняття референц-еліпсоїда, який добре збігається з геоїдом тільки на якійсь невеликій ділянці поверхні. Референц-еліпсоїди в цілому мають геометричні параметри відмінні від геометричних параметрів середнього земного еліпсоїда, який описує земну поверхню в цілому.

### Інші форми

#### Тривісність (екваторіальний ексцентриситет)
Тривалий час науковці обговорювали можливість того, що екватор Землі точніше описувати як еліпс, а не як коло, і тому що еліпсоїд є тривісним. За допомогою спостереження за рухом космічних апаратів визначено, що різниця між великою та малою екваторіальними осями становить близько 70 м, при цьому більша вісь вказує на 15° західної довготи (і, відповідно, також на 165° східної довготи). У географічних дослідженнях ця модель майже не використовується, вона лише свідчить про складну внутрішню будову планети.

## Системи координат
1. Система WGS84 (англ. World Geodetic System) — 1984 року використовується в системі глобальної супутникової навігації GPS.
2. Система GRS80(інші мови) (англ. Geodetic Reference System) — 1980 року, рекомендована для здійснення геодезичних робіт.
3. Система IERS96 (англ. International Earth Rotation Service) — 1996 року, рекомендована Міжнародною службою обертання Землі (англ. International Earth Rotation and Reference Systems Service) для обробки РСДБ-спостережень.
4. ПЗ-90 (Параметри Землі) — 1990 року, використовується на теренах Росії задля геодезичного забезпечення орбітальних польотів космічних апаратів. У цій системі працює ГЛОНАСС.

### Характеристики Землі за різними системами координат
| \| Назва \| a, км \| 1/f \| GM⊕×1014, м3c−2 \| J2×10−3 \| Ω×10−5, рад/с \| \| ---------------- \| ---------- \| ------------- \| --------------- \| --------- \| ------------- \| \| WGS84 \| 6378,137 \| 298,257223563 \| 3,986004418 \| 1,08263 \| 7,292115 \| \| GRS80(інші мови) \| 6378,137 \| 298,257222101 \| 3,986005 \| 1,08263 \| 7,292115 \| \| IERS96 \| 6378,13649 \| 298,25645 \| 3,986004418 \| 1,0826359 \| 7,292115 \| \| ПЗ-90 \| 6378,136 \| 298,257839303 \| 3,9860044 \| 1,0826257 \| 7,292115 \| | - а — екваторіальний радіус Землі; - f — геометричне стиснення еліпсоїда ({\displaystyle f={\frac {a-c}{a}}}); - c — полярний радіус Землі; - G — гравітаційна стала; - J2 — динамічний форм-фактор Землі; - Ω — кутова швидкість обертання Землі. |               |                 |           |               |
| Назва | a, км | 1/f           | GM⊕×1014, м3c−2 | J2×10−3   | Ω×10−5, рад/с |
| WGS84 | 6378,137 | 298,257223563 | 3,986004418     | 1,08263   | 7,292115      |
| GRS80 | 6378,137 | 298,257222101 | 3,986005        | 1,08263   | 7,292115      |
| IERS96 | 6378,13649 | 298,25645     | 3,986004418     | 1,0826359 | 7,292115      |
| ПЗ-90 | 6378,136 | 298,257839303 | 3,9860044       | 1,0826257 | 7,292115      |